# Saint-Christophe (colonie française)
1625–1651
1666–1713
Entités précédentes :
- Liamuiga (peuple Caraïbe)

Entités suivantes :
- Colonie de St. Christopher's (Îles-sous-le-Vent britanniques)

Saint-Christophe est une ancienne colonie française des Antilles, située dans les parties nord et ouest de l'île de Saint-Christophe. Première colonie française aux Antilles, elle est fondée en 1625, puis perdue de fait le 16 juillet 1702, avant d'être officiellement cédée aux Britanniques le 11 avril 1713, à la suite du traité d'Utrecht. Elle fait désormais partie de l'État de Saint-Christophe-et-Niévès, royaume du Commonwealth depuis 1983.

## Histoire

### Conquête coloniale

#### Établissement français accepté par les Anglais
Le flibustier Pierre Belain d'Esnambuc, cadet de la maison cauchoise de Vaudrocques-Dyel et lieutenant du corsaire normand Urbain du Roissey, écume la mer des Antilles en tant que capitaine du roi sur les mers du Ponant, sous le nom de capitaine le Nambuc, en faisant la chasse aux navires espagnols de retour vers l'Europe.   
En 1625, un jour qu'il a attaqué un galion espagnol de forces supérieures, sa flotte est détruite dans un affrontement avec l'Armada espagnole qui le laisse avec son seul brigantin, La Marquise, avec ses 80 tonneaux et ses 60 hommes. Esnambuc est contraint de relâcher sur l'île de Saint-Christophe, dans la rade de Basse-Terre, pour réparer des avaries subies pendant le combat naval. La position de cette île, son apparente fertilité, les avantages commerciaux qu'il est possible d'en tirer lui suggèrent la pensée de s'y établir. Sur place, 400 colons britanniques, commandés par le flibustier Thomas Warner, et quelques huguenots français, menés par François Levasseur, sont déjà installés depuis l'année précédente. Thomas Warner a pitié des Français et leur permet de s'installer à la pointe ouest de l'île, dans les ruines de la ville abandonnée de « Dieppe », fondée en 1538 par des huguenots français venus de la ville de pêcheurs de Dieppe, mais pillée par les Espagnols quelques mois après sa fondation et abandonnée par ses habitants expulsés. Les Français reconstruisent la ville, faisant de Saint-Christophe le site de la première colonie française permanente dans les Antilles.    

#### Alliance avec les Anglais pour chasser les autochtones
Français et Anglais, rivaux dans l'ancien monde, mais trop faibles en nombre sur l'île pour s'évincer l'un l'autre et très menacés par les autochtones caraïbes (Kalinagos), plus nombreux et peu disposés à subir la domination étrangère, décident de s'unir pour se protéger et pour vivre tranquilles comme de loyaux amis. En effet, les Caraïbes de Saint-Christophe avaient juré de ne permettre à personne de les traiter comme les Espagnols l'avaient fait de leurs frères de la Côte Ferme. Estimant que les Anglais ne peuvent s'allier aux Français que pour les exterminer à la première occasion, ils prennent le parti de devancer leurs ennemis en préparant une attaque. Avertis de ce complot par une femme caraïbe qui s'était attachée à un Français, les colons coalisés massacrent une partie des Kalinagos de Saint-Christophe, chassent l'autre et se partagent l’île. Les Français occupent le sud-est (la Basse Terre) et le nord-ouest (la Capesterre), et les Anglais le nord-est et le sud-ouest. 

### Compagnie de Saint-Christophe
Pendant les huit mois qu'il reste dans l'île, Esnambuc s'occupe à cultiver du tabac et à abattre du bois d'acajou. Mais, craignant qu'une pareille entreprise livrée à ses seules ressources ne vienne à péricliter ou même à périr bientôt, et souhaitant être plus fort que son dangereux voisin anglais, il remonte sur son brigantin qu'il a chargé de ses récoltes, après avoir donné sa parole à ses compagnons de revenir mourir au milieu d'eux[réf. nécessaire], et fait voile pour la France. De retour au Havre, Roissey et Esnambuc sont convoqués à la cour par Richelieu, ministre de Louis XIII, grand maître de la navigation et du commerce. Esnambuc le convainc facilement de l'utilité des colonies d'Amérique pour le développement de la puissance navale et commerciale du royaume. On ne peut mieux entrer dans les vues larges et patriotiques de Richelieu, qu'en lui fournissant l'occasion de s'attaquer aux Espagnols, considérés alors comme les premiers et les plus redoutables ennemis de la France. C'est pourquoi, le 31 octobre 1626, est fondée à Paris la Compagnie de Saint-Christophe, compagnie coloniale de douze associés ayant à sa tête Armand, cardinal de Richelieu, et dotée d'un fonds social de 45 000 livres, « afin de laisser le nombre et la quantité d'hommes que bon leur semblera pour y travailler et négocier, faire du petun et toutes autres sortes de marchandises ». Esnambuc et son ami Roissey deviennent les agents coloniaux de la compagnie, et le cardinal leur accorde la concession des îles de Saint-Christophe, de Barbuda et de toutes autres îles circonvoisines comprises entre les 11° et 18° degré de latitude septentrionale. 
Selon un chroniqueur du temps, l'économie à laquelle vise naturellement la compagnie, la lésinerie habituelle des commis qu'elles emploie, son ignorance des besoins véritables des pionniers de la colonisation et sa rapacité dès que quelque progrès sérieux viennent à s'affirmer, font mourir dans les commencements plus de monde à Saint-Christophe qu'il n'y en a maintenant dans les îles. Les secours qu'apportent de France Esnambuc et Roissey, qui repartent en 1627 pour Saint-Christophe sur deux vaisseaux, périssent en grande partie pendant une longue et affreuse traversée.
Entre 1626 et 1628, un navire corsaire français s’empare de deux caravelles contenant 57 morisques et mulâtres, qui seront débarqués à Saint-Christophe. C'est la première introduction d'esclaves connue dans une colonie française. Le commerce avec des navires négriers étrangers, bien qu’illégal, vient d'être toléré par les autorités coloniales. Au début de 1629, la colonie française de Saint-Christophe compterait 500 colons français et 52 Noirs (40 hommes, 12 femmes).

### Partage de l'île et cohabitation

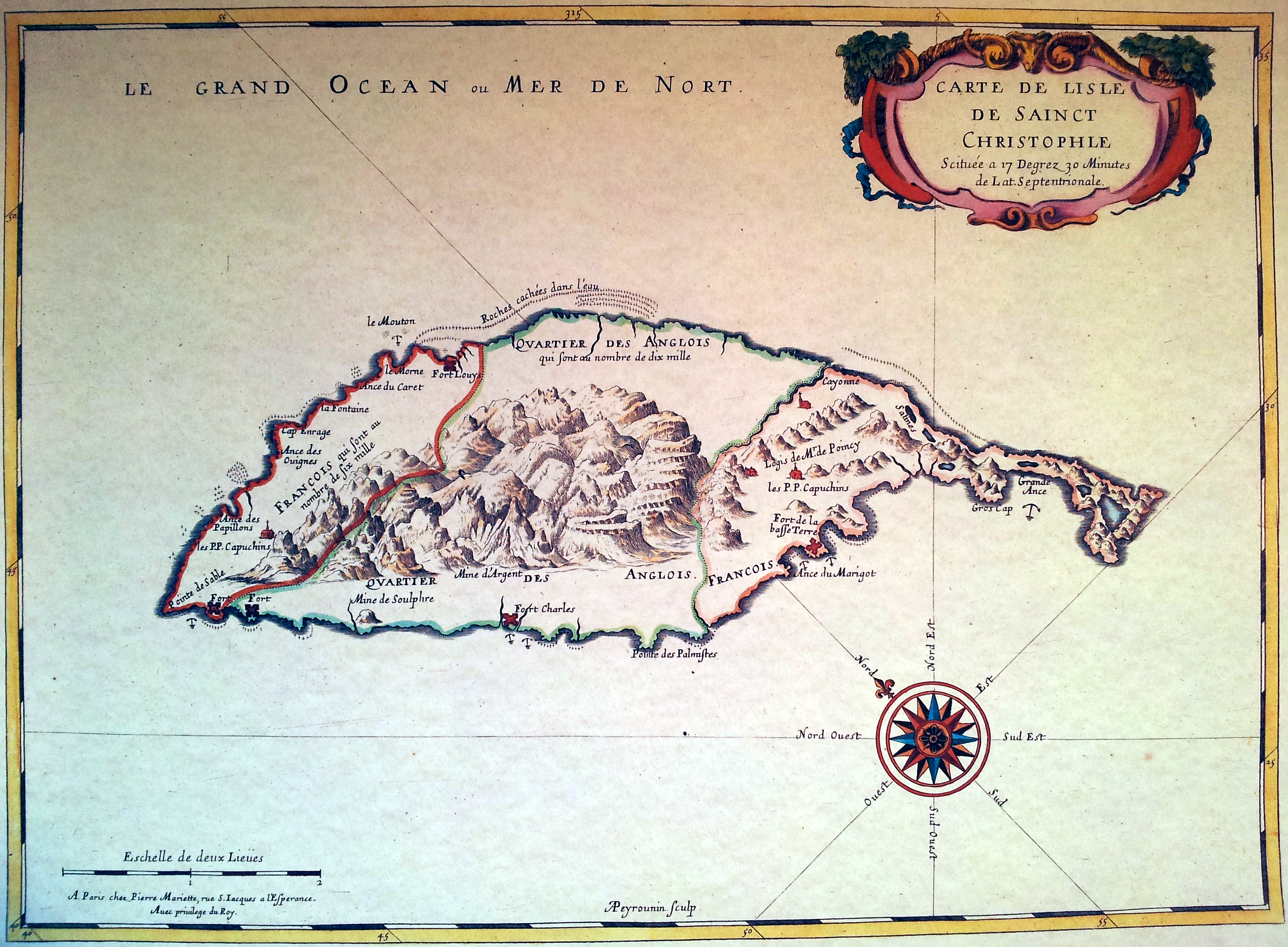
Carte de l'île de Saint-Christophe avec les quartiers français et anglais en 1650, par Nicolas Sanson.

Cependant, Warner étant, lui aussi, de retour d'une expédition en Angleterre dans laquelle il est allé se ravitailler, on songe à établir amiablement, après étude des moindres détails, les limites des deux nations sur l'île. Ce travail est réglé par la signature le 13 mai 1627 du traité dit "du Figuier", parce qu'il est scellé sous un grand figuier des Antilles qui sert de repère pour délimiter la frontière, qui partage l'île de façon assez égale entre Français et Anglais. La pêche, la chasse les salines, les bois, les mines et les ports sont communs aux deux colonies et il est prévu qu'elles puissent se réunir de bonne foi pour se défendre contre toutes sortes d’ennemis. Aux conventions générales du traité s'ajoutent huit autres articles qui regardent la police et le commerce. Un des huit articles porte que « s'il arrivait guerre entre la France et l'Angleterre pour cela ne pourraient lesdits Habitans des deux Nations se faire la guerre s'il ne leur étoit expressément commandé par leurs Princes & en cas de tel commandement seroient obligés de s'entr'avertir avant de faire aucun acte d'hostilité. » Jamais union ne fut mieux cimentée. 
La colonie française n'ayant éprouvé qu'un maigre soulagement des premiers subsides venus de France, il est décidé que Roissey y retourne afin de dresser le tableau des pertes à la Compagnie. Celle-ci, après avoir consenti une chétive dépense de 3500 livres, expédie Roissey avec un renfort de 150 hommes. L'infortune veut que la traversée, cette fois encore, est des plus malheureuses : une partie des hommes meurt en chemin, le reste n'atteint Saint-Christophe qu'en mauvais état, en juin 1628. 
La colonie française languit donc, tandis que la colonie anglaise, mieux pourvue, prospère et, abusant de sa force, veut déjà empiéter sur le terrain des Français. Esnambuc sait la contenir par la fermeté de son caractère, son courage et sa sagesse. En même temps, il se décide à s'embarquer de nouveau vers la France pour implorer de nouveaux secours, plus abondants et mieux choisis, en faveur d'un établissement dont il se considère comme le père. 
À peine Esnambuc est-il parti, qu'il se présente un navire hollandais chargé de toutes sortes de denrées. Le capitaine livre sa cargaison, que les habitants payent par acompte avec le tabac de leur dernière récolte ; le reste leur est généreusement donné à crédit, et le capitaine se trouve si content de son marché qu'il promet à ces malheureux de revenir bientôt. Ainsi, dès les débuts, les colons français, forcés par la faim, doivent désobéir à la Compagnie, à laquelle ils doivent la moitié de leurs produits, et s'adresser à l'étranger pour ne pas mourir. Quelques jours après, arrive de France un flibot expédié avec 150 hommes, à peine en meilleur état que les derniers débarqués. 
En France, Esnambuc expose loyalement au cardinal de Richelieu la situation de la colonie et les outrages qu'elle est obligée d'endurer de la part de ses voisins anglais plus nombreux et plus riches. Ce récit touche le ministre jaloux de la gloire de la nation. Après en avoir conféré avec la Compagnie, il décide de joindre les forces de l'État aux ressources de cette dernière pour châtier les Anglais, les faire rentrer dans les limites du traité de 1627 et sauver la colonie de l'anéantissement que médite le gouvernement espagnol. Ayant appris par un avis secret de ses agents qu'une imposante escadre, ayant mission d'aller combattre les Hollandais au Brésil, devait, en passant à Saint-Christophe, en chasser les Français, il fait équiper six vaisseaux, deux pataches et un navire marchand armé en guerre. Cette flotte, dont le commandement est donné à François de Rotondy, seigneur de Cahuzac (ou de Cussac), habile marin, porte 300 hommes levés aux frais de la Compagnie et destinés à porter secours et renforcer la faible population de Saint-Christophe. Elle lève les voiles au mois de juin 1629 et arrive au terme de son voyage à la fin du mois d'août. La flotte française est accueillie avec joie par les pauvres colons français, qui demandent immédiatement raison aux Anglais de leurs usurpations. Cahuzac, profitant de l'ardeur des troupes, envoie un trompette sommer Warner d'avoir à restituer sur-le-champ les terres françaises arbitrairement envahies et occupées contrairement au traité international. Warner exige le temps d'examiner le bien-fondé de la réclamation. L'amiral français, persuadé que ce n'est qu'une ruse pour mieux se préparer à la résistance, lui fait dire qu'il ne lui accorde pas un quart d'heure. N'ayant point obtenu de réponse dans ce court espace, il lève l'ancre, arbore son pavillon de combat et attaque avec furie les navires anglais mouillés dans la rade. Après une lutte de trois heures, l'amiral français sort complètement victorieux. Il s'empare de trois navires anglais, trois autres s'échouent, le reste prend la fuite. Les Anglais, quoiqu'en plus grand nombre encore que les Français, voient cependant que ce qu'il y a de mieux à faire, est d'obéir à ce que les Français réclament d'eux. Leur chef s'empresse d'envoyer son fils déclarer à Cahuzac qu'il est prêt à donner toutes les satisfactions désirées et à rendre à leurs légitimes propriétaires ce qui leur est échu en partage, promettant de ne plus les inquiéter jamais. La restitution est opérée immédiatement, mais l'ennemi ne tarde pas à violer encore le traité et à fouler aux pieds ses promesses. Pendant cette expédition, Cahuzac prend possession de l'île Saint-Eustache, à trois lieues de Saint-Christophe. Cependant, l'amiral, ne voyant pas approcher l'escadre espagnole, croit qu'elle a suivi une autre route et se met à parcourir le golfe du Mexique.

### L'attaque espagnole et la dispersion de la colonie

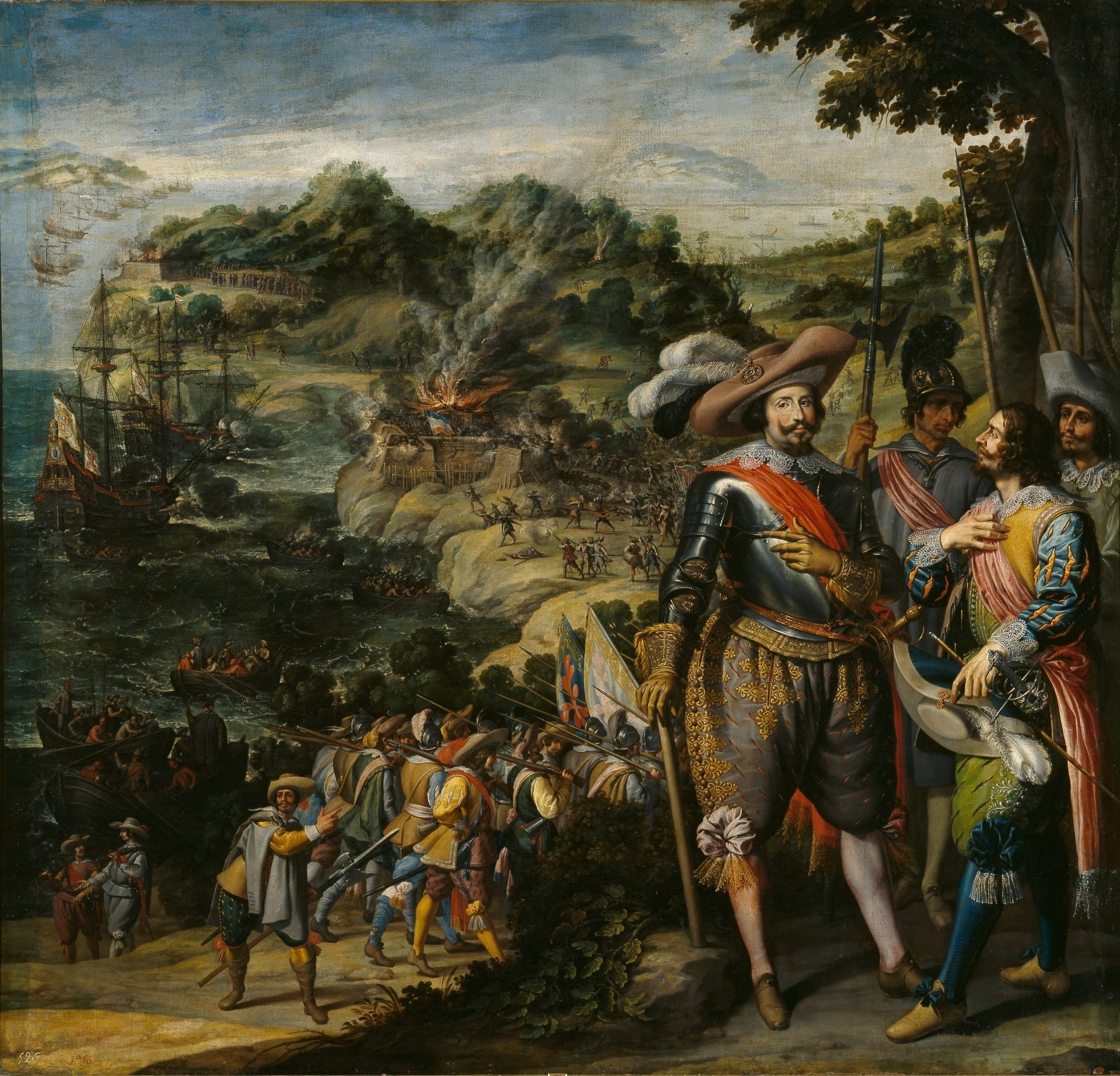
Débarquement de Don Fadrique Álvarez de Tolède y Mendoza à Saint-Christophe en 1629, par Félix Castelo.

Vers la fin d'octobre, au moment où les habitants songent à se livrer en paix à leur culture, paraît tout à coup la flotte espagnole, forte de 35 gros galions et de 14 navires marchands armés en guerre, sous le commandement de l'amiral Don Fadrique Álvarez de Tolède y Mendoza. Toute cette escadre mouille, le soir même, devant le quartier de Basse-terre occupé par Roissey. Celui-ci dépêche aussitôt un exprès à Esnambuc, qui garde la Capesterre, et à Warner, pour réclamer des secours, aux termes de leurs engagements. Le renfort envoyé par Esnambuc est commandé par Jacques Dyel du Parquet, son neveu, capitaine d'une compagnie. Le lendemain, à 8 heures du matin, Don Fadrique Álvarez de Tolède y Mendoza met à terre de nombreuses troupes de débarquement qui prennent position non loin du retranchement où se tiennent les Français. En vain, le jeune et héroïque du Parquet, se dévouant, se précipite au milieu des Espagnols, tuant de sa main le capitaine italien qui les commande et immolant tout ce qui se présente à lui ; il tombe à son tour percé de dix-huit coups et les Français doivent céder. La panique s'étant emparée des Anglais, ils fuient dans les bois sans que les cris de leurs officiers ne puissent en ramener un seul au combat. 
Les Français, avec Roissey, gagnent à la hâte la Capesterre, où Pierre Belain d'Esnambuc tente de relever leur courage et de leur inspirer la résolution de se défendre, mais, face à la puissance espagnole, l'abandon de Saint-Christophe est finalement décidé. La colonie, formée d'environ 400 hommes, monte sur deux navires pour aller à Antigue ou en quelque autre coin hospitalier du voisinage. Les Anglais composent avec les Espagnols : une partie est embarquée et renvoyée en Europe, l'autre promet de quitter l'île à la première occasion. Les Espagnols, satisfaits, continuent leur route vers le Brésil. 
Après avoir erré sur la mer pendant trois semaines, Esnambuc et les colons français, souffrant de la faim et de la soif, abordent l'île de Saint-Martin ou se dispersent en d'autres îles. Urbain de Roissey, avec quelques officiers, retourne en France avec un des navires où Richelieu le fait arrêter à son arrivée et enfermer à la Bastille pour le punir de s'être séparé de ses compagnons dans le malheur et d'oser rentrer dans la métropole, autrement que pour justifier sa conduite et réclamer des secours. À Antigue, Pierre Belain d'Esnambuc a le bonheur de rencontrer un des navires-marchands de la flotte de l'amiral de Cahuzac, commandé par le capitaine Giron, qui a obtenu l'autorisation de courir les mers. Esnambuc et Giron passent ensuite à Montserrat, alors française, plus habitable qu'Antigue. Giron voulant savoir ce qu'il est advenu des terres de l'ancienne colonie de Saint-Christophe s'y rend et mouille dans l'Anse-aux-Papillons en Capesterre. Il y trouve les Anglais qui, se moquant de la parole donnée aux Espagnols, sont restés et refusent assez arrogamment de le laisser débarquer. Il attaque deux de leurs navires lors de la bataille de l'Anse-aux-Papillons, s'en empare et envoie aussitôt une de ses prises chercher les 350 Français éparpillés à Montserrat, Anguille, Saint-Martin et Saint-Barthélemy. Ceux-ci ne se font pas prier pour revenir à Saint-Christophe. En arrivant sur l'île, Esnambuc avertit les Anglais d'avoir à lui laisser libre pratique, les menaçant, au cas contraire, de leur passer sur le ventre. Plus nombreux, mais moins aguerris, ils se soumettent, de sorte que la colonie française reprend ses possessions trois mois après avoir été contrainte de les abandonner. 
À la suite de ces calamités, Esnambuc, connaissant la Compagnie, croit qu'elle ne consentira plus jamais les lourds sacrifices nécessaires pour mettre les colons en état de vivre, de reprendre leurs cultures, de se maintenir contre les Anglais et de repousser les attaques toujours à craindre des flottes espagnoles se rendant dans leurs riches possessions de la Côte Ferme. Il a un moment de découragement, devant son impuissance et celle des siens, et il se laisse aller comme eux à la funeste résolution de quitter l'île définitivement et de perdre ainsi, sous le coup de trop d'infortunes  imméritées, les fruits de leurs travaux, de leurs combats et de leurs souffrances. Ils s'abstiennent de planter d'autres vivres, qui ne serviraient qu'à leurs ennemis, et se contentent d'entretenir quelques pieds de tabac, qu'ils puissent emporter avec eux. Ce projet d'abandon, qui n'est que passager, leur coûte cher. N'ayant rien reçu de France et ne possédant plus de provisions, ils endurent la famine, lorsque ce même navire hollandais, qui leur était venu si providentiellement en aide l'année précédente, est une seconde fois leur libérateur. Fidèle à sa promesse, le capitaine étranger leur ramène une pleine cargaison de farine, de vin, de viandes, d'étoffes, se contentant de prendre en payement d'une partie de ce qui lui est dû le tabac qui se trouve entre leurs mains et pour le surplus, leur accordant six mois de crédit. Le tabac des colons des Antilles se vend si bien en Zélande, que l'exemple de ce navire est suivi par d'autres de sa nation, qui accourent pourvoir les colonies de tout ce dont elles ont besoin. 
Les Français de Saint-Christophe ont alors quelques années de paix et de prospérité. Pourtant, alors que les Anglais se bâtissent des maisons solides, se procurent des femmes et diverses commodités, les Français se contentent d'habiter des cabanes en bois, comme les Caraïbes, et manquent longtemps des principales douceurs de la vie. Ils ne sont encore que quelques centaines contre 5 000 à 6 000 Anglais. Aussi, devant ce petit nombre et malgré les souvenirs des vertes leçons reçues de la flotte de Cahuzac, ainsi que du corsaire Giron et d'Esnambuc, les Anglais se sentent-ils constamment poussés à vexer leurs voisins et à empiéter sur leurs droits. Mais ils sont si rudement réprimés à chaque tentative trop criante que, suivant un historien de l'époque, les plus hardis avouent ingénument qu'ils aimeraient mieux avoir affaire à deux diables qu'à un seul colon français. 
La Compagnie continue à n'envoyer, à de rares intervalles, que la moitié des choses les plus indispensables aux habitants, tandis que les Hollandais leur apportent régulièrement, en abondance et à meilleur marché, tout ce qui leur manque. Pour cette raison, ayant amélioré et augmenté leurs plantations de tabac et de coton, ils réservent leurs récoltes à ces derniers ou les font passer eux-mêmes en Hollande ou en Angleterre. Les seigneurs de la Compagnie, dans leur incapacité à remédier à ce mal dont ils sont les premiers auteurs et les premières victimes, ne voulant pas non plus consentir à tout perdre jusqu'au bout, obtiennent du roi, le 25 novembre 1634, une déclaration qui défend à tous navires de traiter avec Saint-Christophe, sans permission de la compagnie. Cette déclaration, bien entendu, reste lettre morte et papier d'archives, comme il y en a tant parmi les cartons du ministère.

### La Compagnie des îles d'Amérique
À la demande de Pierre Belain d'Esnambuc, la Compagnie des îles d'Amérique est créée le 12 février 1635, au palais du cardinal de Richelieu, en remplacement de l’inefficace Compagnie de Saint-Christophe. La nouvelle structure est dotée d'un contrat rédigé sur des bases un peu plus larges que le précédent, et un effort est fait pour se rapprocher des colons. Sa première minute est d'ailleurs rédigée au bénéfice de deux colons de Saint-Christophe, Charles Liénard de L'Olive et Jean du Plessis d'Ossonville, envoyés coloniser la Guadeloupe. Quatre directeurs sont chargés des intérêts de la Compagnie aux Antilles. Des secours plus considérables, réunis avec plus de discernement, expédiés avec plus de précaution, partent pour Saint-Christophe. La Compagnie y envoie des religieux capucins et un juge. 
Le nombre des habitants croît, des défrichements s’opèrent, les cultures se multiplient. Aux engagés blancs, qui jusqu'alors avaient seuls cultivé la terre, souvent au prix de leur vie du fait du climat meurtrier, sont importés de nouveaux travailleurs captifs, plus résistants au soleil ardent des tropiques et aux fatigues qu'entraînent les plantations de tabac, de coton, de canne à sucre et les soins des caféières et des cacaoyères. Aussi, commençait-on à introduire aux îles des esclaves africains, pris sur les Espagnols qui, depuis longtemps, avaient été amenés à les employer pour sauver leurs compatriotes dont chaque campagne annuelle, au milieu des rudes travaux des champs, faisait de nouvelles hécatombes, au premier âge de la colonisation. Bientôt, à l'aide du commerce français et hollandais, et au moyen de l'augmentation des bras pour le travail agricole, apportée par les esclaves que la Compagnie ne se contente plus de capturer sur les Espagnols, mais qu'elle va aussi chercher sur les côtes d'Afrique, la colonie de Saint-Christophe prend tant d'extension qu'il faut songer à de nouveaux établissements dans les îles voisines. C'est ainsi que Pierre Belain d'Esnambuc prend avec lui cent bons cultivateurs de Saint-Christophe, et va les installer à la Martinique en fondant le Fort Saint-Pierre le 15 septembre 1635. Il regagne Saint-Christophe quelques mois après, où il meurt de maladie en décembre 1636, au moment où son zèle et son administration rendent cette colonie économiquement florissante.
La Compagnie des îles d'Amérique nomme Pierre du Halde, lieutenant d'Esnambuc, comme lieutenant-gouverneur de Saint-Christophe, à qui succède René de Béthoulat de La Grange-Fromenteau le 6 janvier 1638. Le 12 janvier 1639, Philippe de Longvilliers de Poincy, chevalier Grand-Croix de l'ordre de Saint-Jean de Jérusalem, est nommé gouverneur de l'île Saint-Christophe pour le compte de la compagnie des îles d'Amérique, avant d'être nommé lieutenant général pour les Caraïbes par Louis XIII. 

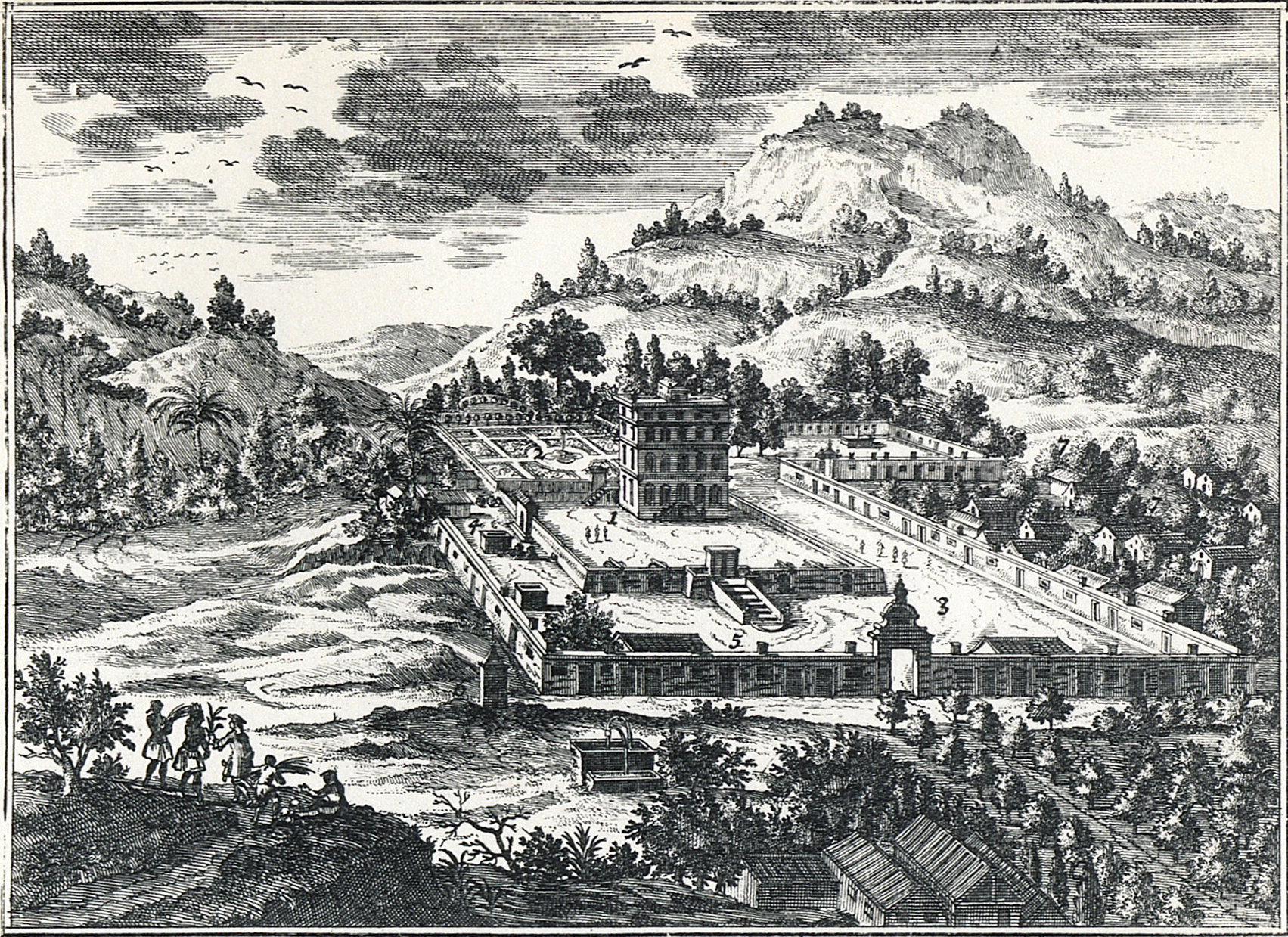
Château de la Montagne de Philippe de Longvilliers de Poincy, gouverneur de l'île. Gravure du XVIIe siècle.

Poincy investit à titre personnel dans le développement de l'île. Son action est considérée comme trop indépendante de ses commanditaires. L'ordre des Hospitaliers lui reproche aussi d'utiliser les produits qu'il tire de ses deux commanderies en France pour entretenir un train de vie non compatible avec celui d'un membre de l'ordre de Saint-Jean de Jérusalem. En effet, dès mars 1639, à son arrivée dans l'île, il achète pour 110.000 livres de pétun l'habitation "La Grande Montagne", ancienne Habitation d'Esnambuc bâtie sur un morne à une lieue et demie du bourg de Basse-Terre, et, jusqu'en 1644, des habitations voisines pour y faire construire sa résidence, la plus belle maison qu'on ait jamais vue dans les îles, le "Château de la Montagne", petit château de style Renaissance bâti en briques et pierres sur trois étages se terminant par une terrasse à l'italienne. L'édifice s'élève au milieu de plusieurs terrasses. Celle au pied du château est relevée et fortifiée de murailles de briques qui dominent des cours plus basses ceintes d'un rempart et de fossés de tous côtés. Il y a deux jardins à parterre de broderies avec des grottes, des bassins et des réservoirs d'eaux alimentant une fontaine dont la source est une demi lieue plus haut dans la montagne située à l'Ouest. Le corps de logis comporte huit chambres et salles, toutes meublées et décorées de plusieurs tableaux (sujets religieux, cartes marines et vue d'Amsterdam, portraits), une chapelle et des dépendances diverses dont un arsenal, une prison, des sucreries, des vinaigreries, des raffineries, deux moulins, une basse-cour, un pigeonnier et les boutiques du chirurgien, du maréchal ferrant, du menuisier, de l'armurier et du chaudronnier. Autour de l'habitation s'étendent les champs de canne à sucre, d'indigo, de pétun et de gingembre, que cultivent les esclaves africains qui vivent dans un village de cases au pied de l'enceinte du château. La maison de M. de Poincy compte trois cents personnes, esclaves compris, et est défendue par trois corps de garde, l'un dans le logis, le second à la porte de la prison et le dernier à la porte de la cour. À la table du général de Poincy est servi de la tortue, du lamantin ou du cochon froid que l'on mange à l'orange, quelquefois du bœuf, rarement du mouton. Les jours maigres, il est servi du poisson à l'orange sans huile ni beurre. Seul le général de Poincy mange du pain de France, les autres convives mangent des cassaves.
Poincy est finalement remplacé dans ses fonctions de gouverneur général des îles d'Amérique par Noël Patrocle de Thoisy le 25 février 1645, mais il s'oppose au débarquement de Thoisy à Saint-Christophe le 25 novembre 1645. Après de multiples péripéties Poincy se fait livrer prisonnier Thoisy et le renvoi en France en mai 1647. Malgré l'appui des Hospitaliers de l'ordre de Saint-Jean de Jérusalem à la cour du Roi, Poincy doit payer 90 000 livres en dédommagement à Thoisy. Resté à Saint-Christophe, Poincy établit en 1648 la première colonie européenne sur Saint-Barthélemy et envoie un renfort de 300 hommes sur Saint-Martin pour conforter la petite colonie française en parallèle au traité de Concordia qui a fixé la frontière entre les établissements français et néerlandais, traité toujours en vigueur aujourd'hui. Il fonde en 1650 une colonie sur Sainte-Croix.

### L'ordre de Saint-Jean de Jérusalem
En 1651, la Compagnie des îles d'Amérique fait faillite et Philippe de Longvilliers de Poincy réussit à convaincre le grand maître de l'ordre de Saint-Jean de Jérusalem Jean-Paul de Lascaris-Castellar d'acheter les colonies de Saint-Christophe, Saint-Barthélemy, Saint-Martin et Sainte-Croix pour 120 000 écus le 25 mai. C'est Jacques de Souvré qui négocie l'accord qui est confirmé en 1653 par le roi de France Louis XIV. Les Hospitaliers ont compétences temporelle et spirituelle sur leurs îles à la condition de ne nommer que des chevaliers des langues du royaume de France et fournir au roi 1 000 écus d'or chaque année anniversaire.
Philippe de Longvilliers de Poincy est confirmé dans sa charge de gouverneur mais l'Ordre nomme Charles Jacques Huault de Montmagny, ancien gouverneur de la Nouvelle-France, « général-proconsul » avec siège à Saint-Christophe avec mission de transférer au couvent général de l'Ordre les profits des colonies. Le précédent de Noël Patrocle de Thoisy, engage Montmagny à la prudence et quand il apprend que Poincy refuse de le reconnaître comme général-proconsul, il rentre en France. L'Ordre le renvoie en 1653 avec le titre de lieutenant-gouverneur et devant le refus réitéré de Poincy, Montmagny se retire à Cayonne attendant la mort de Poincy. Mais Montmagny meurt en 1657, trois ans avant Poincy qui s'éteint à l'Anse Louvet le 11 avril 1660.
L'ordre de Saint-Jean de Jérusalem nomme Charles de Sales, nouveau lieutenant-gouverneur de 1660 à 1666, qui se fait facilement accepter par les populations. Mais la situation est de plus en plus difficile : le traité signé par Poincy peu avant sa mort avec les Anglais et les Caraïbes dure peu ; les revenus que les Hospitaliers tirent de leurs colonies sont de peu de rendement. L’île de Saint-Christophe est envahie par les Anglais en 1660 et les Français doivent en partir, en partie à Sainte-Croix et à la Martinique, et pour la plupart à Saint-Domingue qui s’accroît ainsi considérablement. En 1660, l'Ordre doit toujours de l'argent à la France pour l'achat des îles. Colbert très intéressé par le développement des colonies fait pression sur les Hospitaliers pour récupérer leurs îles. L'ordre de Saint-Jean de Jérusalem, alors que Claude de Roux de Saint-Laurent est lieutenant-gouverneur en 1666, cède ses colonies antillaises à la toute nouvelle compagnie française des Indes occidentales mettant ainsi fin à 14 ans de gestion coloniale.

### La Compagnie française des Indes occidentales
La Compagnie française des Indes occidentales est créé en 1664 par Colbert et reçoit, pour quarante ans, la propriété des possessions françaises des côtes atlantiques de l'Afrique et de l'Amérique, et le monopole du commerce avec l'Amérique. La compagnie se heurte aux intérêts des colons français des Antilles, qui se livrent à la contrebande avec les Hollandais. Son monopole commercial aboutit à des prix de revente du sucre prohibitifs par rapport aux concurrents anglais de la Barbade et de la Jamaïque.

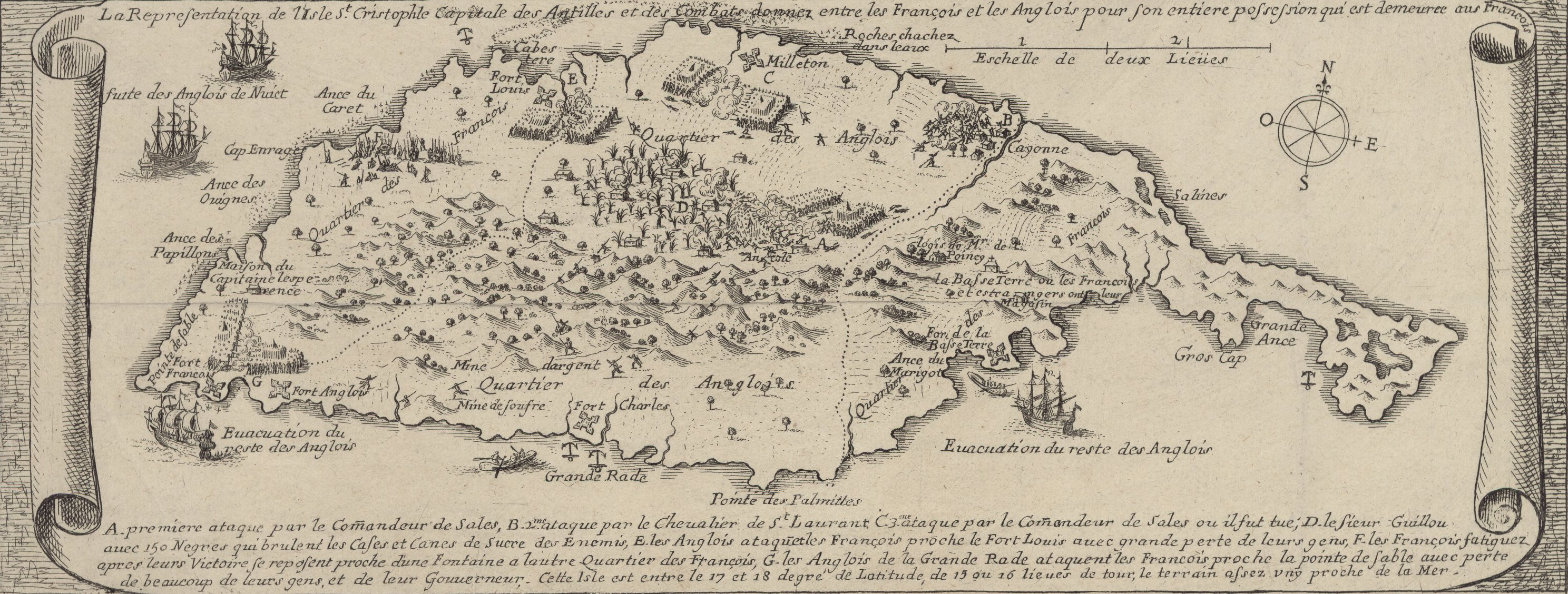
Carte de l'île de Saint-Christophe pendant la guerre du 22 avril 1666, par Estienne Vouillemont, 1667, BnF.

En juin 1665, l'Angleterre, qui souhaite écarter la menace hollandaise, déclare la guerre aux Provinces-Unies. La France entre dans la guerre le 26 janvier 1666 aux côtés des Hollandais. La transposition christophorine de ce conflit européen débute le 22 avril 1666, lorsque le gouverneur de Sales lance une première attaque sur le Sud-Ouest de la Cabesterre anglaise, alors que le chevalier de Saint-Laurent en lance une seconde sur la rivière de Cayonne pour forcer la frontière au Nord-Ouest de cette même Cabesterre. Pendant que le sieur Guillou avec 150 nègres brûle les cases et les plantations de canne à sucre de la Cabesterre anglaise, le commandeur de Sales lance une nouvelle attaque afin de prendre le fort Milleton au cours de laquelle il est tué. Les Anglais de la Cabesterre attaquent les Français au fort Louis et essuient de lourdes pertes. Ceux de la Grande Rade s'attaquent en parallèle au fort de la Pointe de Sable et perdent beaucoup de leurs gens, dont leur gouverneur William Watts. Les Français remportent quelques victoires et chassent les Anglais de Saint-Christophe. La colonie s'étend alors sur la totalité de l'île et Claude de Roux de Saint-Laurent en devient le lieutenant-gouverneur. Mais les Anglais sortent vainqueurs de la deuxième guerre anglo-néerlandaise et la France doit restituer leurs terres aux Anglais le 31 juillet 1667 lors du traité de Bréda.
Dès 1666, le roi Louis XIV offre la liberté de commerce aux particuliers de France. Le 21 juillet 1670, il ouvre l'accès des îles à "tous les négociants du royaume", mais il faut un peu de temps pour que la flotte française soit à la hauteur de celle des Hollandais. La Compagnie est dissoute en décembre 1674 par l'édit de Saint-Germain en Laye, après avoir accusé un passif de cinq millions de livres, et le roi reprend l'administration directe de la colonie qui est rattachée au domaine royal. Il transfère le siège du gouvernement général des îles d'Amérique à la Martinique.

### La colonie royale
En 1688, à l'occasion de la guerre de la Ligue d'Augsbourg, les animosités entre Français et Anglais deviennent si vives que le traité de 1627 est oublié. Les Anglais demandent en vain du secours à leurs autres îles et se voient forcés le 29 juillet 1689 d'abandonner leurs quartiers et d'évacuer totalement l'île. La plus favorable condition qu'ils obtiennent des Français est d'être transportés sur l'île de Niévès. 

#### La seconde dispersion de la colonie
L'année suivante, toutes les forces des îles anglaises, rassemblées sous le commandement du général Codrington, rendent leurs possessions aux colons anglais après en avoir chassé les Français à leur tour en juin 1690. L'île entière demeure sous le contrôle des Anglais jusqu'au traité de Ryswick du 20 septembre 1697, qui restitue la partie française à ses premiers maîtres.

#### Un retour incertain
Durant les sept années d'abandon de la colonie, la plus grande partie des terres françaises est restée en friche, les habitations à l'abandon, et le château de La Montagne est ruiné. Le travail nécessaire pour relancer les plantations est donc conséquent. De plus, les singes qui avaient été introduits sur l’île par des chercheurs français, se sont échappés des maisons françaises abandonnées durant la guerre en se multipliant pour former de grosses troupes sur toute l'île qui viennent exercer leurs larcins jusque dans les maisons où il faut surveiller jour et nuit les plantations de cannes, de patates ou de fruits si l'on ne veut pas qu'ils emportent tout ce qui est mis en terre. 
Ainsi, la colonie, qui était composée avant la guerre de plus de quatre mille hommes portant les armes, n'en compte pas plus de trois cent cinquante en 1700, car, depuis leur expulsion dix ans plus tôt, les familles qui avaient été transportées à Saint-Domingue, à la Martinique et à la Guadeloupe s'y sont établies et ne paraissent pas disposées à retourner dans une île où elles ne comptent pas pouvoir demeurer dès que la guerre se rallumera entre les deux nations.

#### La capitulation et l'abandon de la colonie en 1702
Le Père Labat rapporte qu'en 1701, alors qu'il dîne avec le général Codrington, gouverneur général des îles anglaises sous le Vent, celui-ci lui annonce que la guerre ne tardera pas à se déclarer et qu'il compte se voir encore une fois maître de Saint-Christophe en prenant la partie française.
Avisés avant les Français du début de la guerre de Succession d'Espagne en Europe qui oppose les deux nations depuis le 15 mai 1702, les Anglais n'attendent pas de déclarer la guerre aux colons français pour commencer les hostilités. Ils connaissent en effet l'état des forces de la colonie française et n’ignorent pas qu'elle ne peut attendre aucun secours de la Martinique, ni de ses autres îles et que la France n'a dans cette mer aucun vaisseau de guerre pouvant rivaliser avec les forces navales anglaises. Ils sont également au fait de la faiblesse des retranchements français édifiés autour de Basse-Terre et à la Ravine Guillou, qui marque la frontière avec le quartier anglais et par laquelle ils passent régulièrement pour aller au port de Basse-Terre, d'autant qu'ils ont déjà pris des précautions pour empêcher la communication entre les deux quartiers français. Le comte de Gennes, gouverneur de la colonie, informé des préparatifs qui se font pour l'attaquer, voit clairement qu'avec si peu de forces, il lui sera impossible de tenir. Châteauvieux, un de ses lieutenants du roi expérimenté, part demander du secours à la Martinique, mais tarde à revenir. Voulant gagner du temps et espérant recevoir quelque secours imprévu, le gouverneur propose au général anglais l'observation des anciens concordats de neutralité. Mais, loin d'y consentir, les Anglais, qui se sentent déjà les plus forts, font venir de nouvelles troupes d'Antigue et de Niévès.
Le 1er juillet 1702, sur les neuf heures du matin, quatre vaisseaux anglais, dont l'un porte le pavillon carré au grand mât, avec environ vingt bateaux s'approchent de la rade de Basse-Terre. Cette escadre a à son bord douze cents soldats qui, joints à ceux de l'île, sont plus de deux mille cinq cents hommes. Presque en même temps, Hamilton, major-général des îles anglaises envoie au corps de garde de la frontière un trompette accompagné d'un réfugié français qui demandent à parler au comte de Gennes. Les Français les conduisent à la Basse-terre où l'envoyé dit au comte que le major Hamilton le prie de se rendre à la frontière avec six de ses officiers et qu'il s'y trouvera avec le même nombre pour lui communiquer quelque chose d'important. Le comte de Gennes, après avoir un peu hésité dans la crainte d'une surprise, prend le parti de s'y rendre. Il y trouve le major qui lui déclare que les deux nations sont en guerre et que son général a ordre de la reine d'Angleterre de se faire remettre la partie française de Saint-Christophe. Le comte lui répond que cette ouverture ne demande pas beaucoup de réflexion et qu'il est résolu de faire son devoir. Hamilton lui représente l'inégalité des forces en présence et lui donne deux heures pour sa réponse.

Revenu à Basse-Terre, le comte de Gennes rassemble tous les officiers qui s'y trouvent avec les capitaines de milice, les conseillers et les principaux habitants. Les officiers majors qui assistent à ce conseil sont Valmeinier, lieutenant du roi depuis l'absence de Châteauvieux, et Bachelier, major de la colonie. Ces derniers dressent l'état des forces du quartier français qui s'élève à deux cent cinquante hommes portant les armes en y comprenant les compagnies de Marine. Des dix-sept personnes composant l'assemblée, douze sont d'avis de capituler et de rendre la partie française aux meilleures conditions qu'ils puissent obtenir. Le Père Labat ne disconvient d'ailleurs pas que ce soit la meilleure chose à faire depuis l'arrivée des nouvelles troupes anglaises, mais Valmeinier propose auparavant d'abandonner le bourg de Basse-Terre et d'aller avec toutes les troupes rejoindre Savinien de Courpon qui commande à la Pointe de Sable en passant par Cayonne et par la Cabesterre anglaise, où il serait facile de défaire les ennemis croisés en chemin. Le gouverneur refuse de suivre ce conseil et Valmeinier en demande acte. Sur la résolution du Conseil, le comte de Gennes rédige les articles de la capitulation et les fait porter au major anglais par Valmeinier et Bachelier accompagnés de deux capitaines de milice. Ces quatre officiers arrivent au premier corps de garde de la frontière anglaise où sont retenus les deux capitaines de milice tandis que les deux autres sont conduits dans une maison voisine où le major anglais semble attendre avec un bon nombre de ses officiers. Après la vérification des pouvoirs, Valmeinier lui présente les articles qu'il apporte et dont le Père Labat donne la teneur dans son ouvrage :
I- Les Troupes du Roi sortiront Tambour battant Mèche allumée et bagages. [Réponse anglaise : Accordé].
II- Les Officiers sortiront avec leurs bagages et valets esclaves : les Capitaines six, les Lieutenans quatre et les Enseignes deux. [Réponse anglaise : Accordé aux Capitaines trois et aux Lieutenans et Enseignes un].
III- Il ne sera fait aucune insulte aux Religieux et ils emporteront avec eux tout ce qui appartient à l'Eglise. [Réponse anglaise : Accordé].
IV- Les Capitaines de Milice, Lieutenans et Enseignes sortiront armés et auront les Capitaines six Nègres, les Lieutenans quatre et les Enseignes deux. [Réponse anglaise : À la volonté du Général].
V- Les Officiers du Conseil Souverain sortiront avec six Nègres chacun. [Réponse anglaise : Chacun trois Nègres].
VI- Chacun des autres Habitants aura un Nègre. [Réponse anglaise : À la volonté du Général].
VII- Les Familles de tous les Habitants et Officiers seront conduites ainsi que les Troupes à la Martinique dans des Bâtimens qui leur seront fournis avec leurs hardes et bagages. [Réponse anglaise : À la volonté du Général. Les femmes ne seront point séparées de leurs maris].
VIII- L'Etat Major, qui consiste en un Gouverneur, deux Lieutenans de Roi et un Major s'en tiendra à l'honnêteté du Général pour la quantité de valets esclaves qu'ils emmèneront avec eux.
IX- Il sera accordé à six Gentilshommes de la suite du Gouverneur trois Nègres chacun, armes et bagages. [Réponse anglaise : À la volonté du Général].
X- Les Irlandois qui sont établis dans les quartiers François sortiront sains et saufs avec armes et bagages. [Réponse anglaise : Accordé qu'ils sortiront avec les François: à l'égard de leurs bagages, à la volonté du Général].
XI- Les Sieurs Ravary, Choisin et Bourgeois seront incessamment rendus, aussi bien que ceux de la Pointe de Sable, et conduits à la Martinique. [Réponse anglaise : Accordé].
XII- Aux susdites conditions la partie Françoise de l'île sera remise demain 16 juillet 1702, à midi, et il ne sera faite aucune insulte aux Habitants. Le Poste de Guillou sera remis ce soir, et la Basseterre demain matin.

En conséquence de ce traité, le poste de Guillou est livré au soir du 15 juillet 1702 aux Anglais, qui s'y établissent aussitôt, et l'ordre est envoyé aux Français de la Pointe de Sable de venir rejoindre le reste de la colonie à la Basse-terre. Le comte de Gennes, apprenant que le poste de Guillou est livré sans sa participation et que quelques changements ont été opérés aux articles de son traité de capitulation, s'emporte et proteste qu'il aime mieux être prisonnier de guerre avec sa garnison que de subir les conditions qu'on lui impose. Les officiers majors, les religieux et les principaux habitants le voyant obstiné à ne pas signer les apostilles du traité dressent un acte par lequel ils rendent témoignage qu'ils l'ont supplié de concert pour éviter la ruine totale de la colonie. Les troupes anglaises entrent dans Basse-Terre le 16 juillet 1702 à huit heures du matin.
Les Français sont embarqués sur des bateaux anglais, mais au lieu de les conduire aux Îles du Vent comme l'avait promis le major anglais, ils sont transportés vers Saint-Domingue, après les avoir pillés sous de vains prétextes. Le comte de Gennes est retenu en otage pour la sûreté des bateaux fournis au transport des Français. Mais, à peine sont-ils hors de la vue de Saint-Christophe, que les Français forcent leurs gardes à prendre la route de la Martinique où s'installe la plus grande partie de la colonie, ainsi qu'en Guadeloupe. Les quelques bateaux allant jusqu'à Saint-Domingue étant très longs à revenir, le comte de Gennes est retenu à Saint-Christophe jusqu'à leur retour. Enfin, le général anglais lui rend ses nègres et son bagage et lui donne un passeport pour la sûreté de sa retraite. Il affrète un petit bâtiment dans le but de transporter dans son comté d'Oyac les nègres qui lui ont été rendus et quelques autres qu'il a achetés, fort content d'avoir ce prétexte pour ne pas se rendre à la Martinique sans avoir reçu des nouvelles de la cour à laquelle il a donné avis de sa disgrâce. Mais il n'est pas plus heureux dans cette entreprise, son navire ne peut remonter au vent pour gagner Cayenne et le terme de son passeport ayant expiré, il tombe dans les mains d'un corsaire hollandais qui le conduit à l'île de Saint-Thomas.
Le comte de Gennes arrive à la Martinique vers le mois d'août 1703 et M. de Machaut, gouverneur général des îles, le fait arrêter et conduire au Fort de Saint-Pierre afin de le juger. Ce général tient l'ordre de la cour, mais elle ne souhaite pas de le trouver coupable ni qu'il soit condamné s'il n'est convaincu d'un excès de mauvaise conduite dans la reddition de Saint-Christophe. Le procès est long et le comte de Gennes se défend avec force. Valmeinier et Châteauvieux sont aussi mis en cause. Dans le cours du mois d'août 1704, le comte de Gennes est déclaré atteint d'une lâcheté outrée. Il est dégradé de noblesse, privé de la croix de Saint-Louis et de tous les honneurs dont il était revêtu. À l'égard de Valmeinier et de Chateauvieux, tous deux lieutenants de Roi à Saint-Christophe, le tribunal ne statue rien touchant le dernier, mais l'autre est suspendu de l’exercice de sa charge pour six mois pour ne s'être pas assez vivement opposé à la reddition.

#### Tentatives d'incursion françaises
Pendant la guerre de la reine Anne, le gouverneur des Îles-sous-le-Vent britanniques, Christopher Codrington, qui avait conduit les Français hors de Saint-Christophe en 1702, débarque sur l’île française de la Guadeloupe avec 3 500 hommes et ravage les plantations françaises de sucre lors d’une campagne de deux mois. En effet, la manière la plus efficace de faire la guerre à cette époque est de détruire l’économie des îles plutôt que de conquérir le territoire. Les Français désirant se venger, une flotte française de 24 bateaux et de 1100 hommes sous le commandement de l’amiral comte de Chavagnac essaie d’envahir en vain Niévès le 24 février 1706. Elle reporte alors son attention sur Saint-Christophe et débarque sur la côte sous le vent. Les Anglais, dépassés en nombre, se retirent au Fort Charles. Les Français passent au pillage des plantations et des entrepôts de sucre hors de portée de canon des forts. Comme les bâtiments des plantations et les entrepôts associés sont en bois, ils sont incendiés. Des outils, des machines et des magasins sont pillés et chargés sur les bateaux de la flotte française. En outre 574 esclaves sont également emportés par les Français. Après plusieurs jours, comme ses réserves diminuent, Chavagnac se retire finalement de l’île et retourne en Martinique. Bien qu'occupée par les Français, Saint-Christophe ne s’est pas rendue, mais de nombreux dommages sont faits aux plantations, aux logements privés et aux magasins de nourriture des Anglais. L’incursion française est désastreuse pour les propriétaires de plantation anglais. 
En 1712 paraît à nouveau une flotte française, qui avait déjà jeté la consternation dans les îles anglaises, décidée à semer à nouveau la désolation dans l'île, lorsque la paix d'Utrecht termine tous les différends des deux couronnes.

#### La cession de la colonie

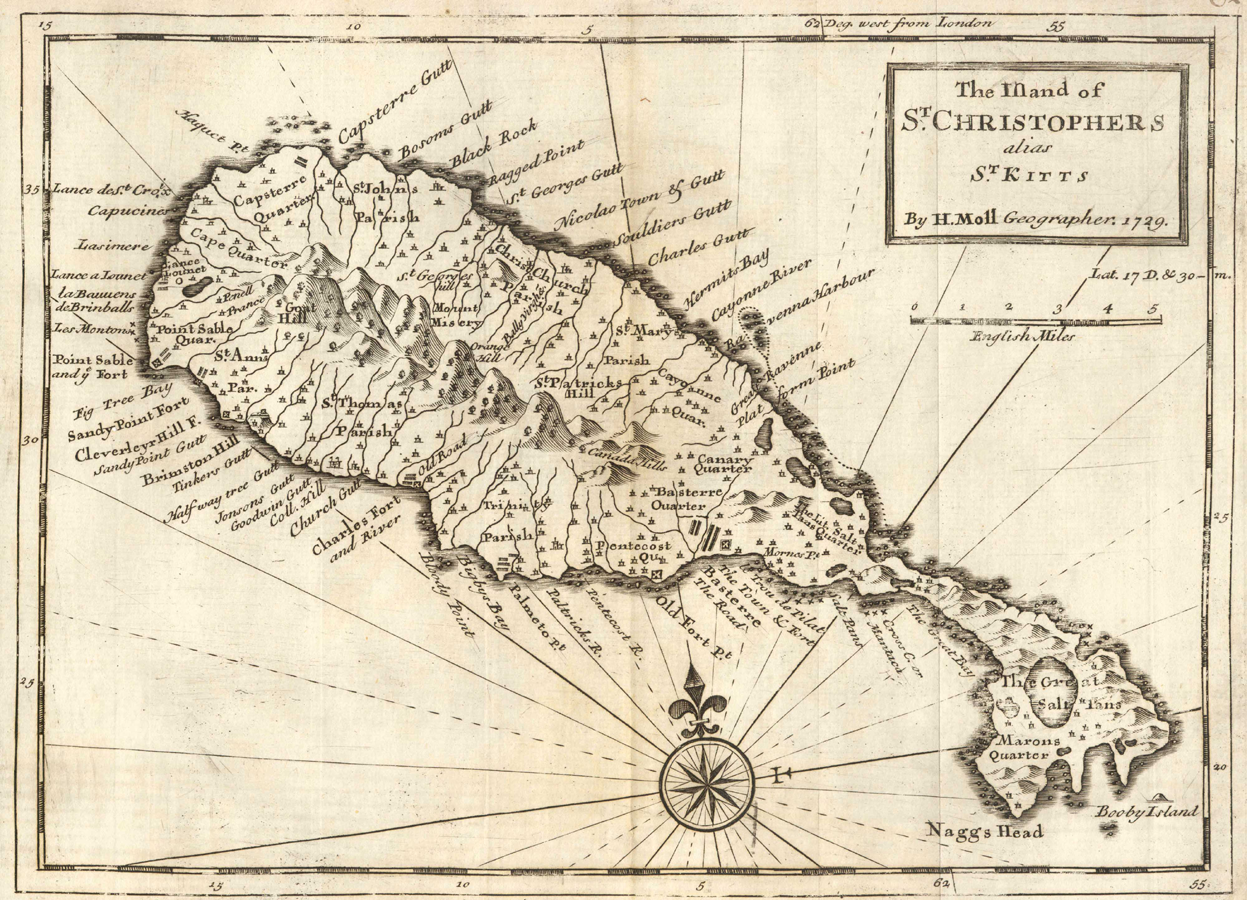
Carte de la colonie britannique de St. Christopher's en 1729

Par un article du traité d'Utrecht, la colonie française de Saint-Christophe est officiellement cédée au royaume de Grande-Bretagne le 11 avril 1713. Les terres de l’île, capturée aux Français en 1702, sont alors mises sous le contrôle officiel des Anglais qui les divisent en lots de 150 à 200 acres en 1726, puis les mettent en vente à des prix que seuls les riches propriétaires fonciers peuvent payer. Cela élimine donc les colons européens plus pauvres et bien sûr les esclaves africains qui ne tirent aucun bénéfice de la redistribution de la terre.

## Géographie
La colonie française de Saint-Christophe est composée de deux quartiers qui s'étendent sur les deux extrémités Sud-Est et Nord-Ouest de l'île de Saint-Christophe.
Le quartier de la Basse Terre est située au Sud-Est de l'île, délimité à l'Est par la rivière de Cayonne et au Sud-Ouest par celle de la Pentecôte. L'extrémité Sud-Est de cette partie de l'île se termine par un isthme qui s'avance dans la mer à la distance d'un mille et demi de Niévès, au bout duquel se trouve une grande saline. Cette partie de la colonie comprend le fort de Basse-Terre, fondé en 1627 et qui est le chef-lieu de la colonie, l'église des pères capucins, le château de la Montagne de M. de Poincy, siège du gouverneur, et l'établissement de Cayonne.
Le quartier de la Capesterre est située au Nord-Ouest de l'île, délimité au Nord-Est par la grande ravine des Cabrittes et à l'Ouest par la rivière de la Pointe de Sable. Il comprend les bourgs de l'Anse Louvet et de la Pointe de Sable.

## Administration
De 1626 à 1674, l'administration des Îles et Terre Ferme d'Amérique, est tenue principalement par les Compagnies. La première est la Compagnie de Saint-Christophe qui administre la colonie éponyme de 1626 à 1635. Elle est remplacée par la Compagnie des îles d'Amérique qui œuvre entre 1635 et 1650. Les difficultés financières la contraignent à abandonner ses prérogatives. La colonie est vendue à l'ordre de Saint-Jean de Jérusalem. C'est la période des "seigneurs-propriétaires" qui s'étale de 1651 à 1665. En 1664, Colbert crée la Compagnie française des Indes occidentales qui rachète la colonie à l'ordre de Saint-Jean de Jérusalem. En 1674, la colonie est rattachée au domaine royal. 
Saint-Christophe est le siège du gouvernement général des îles d'Amérique. Le gouverneur général ou lieutenant général, qui y réside, est le représentant du Roi aux Antilles et ses principales attributions sont d'ordre administratives et militaires. Il fait appliquer les lois, les us et les coutumes. Sa résidence passe en 1671 de Saint-Christophe à la Martinique, à la suite de la réunion de cette dernière à la Couronne.

### Propriétaires de la colonie
- Compagnie de Saint-Christophe : 31 octobre 1626 - 1635
- Compagnie des îles d'Amérique : 1635 - 1651
- Ordre de Saint-Jean de Jérusalem : 1651 - 1665
- Compagnie française des Indes occidentales : 1665 - 1674
- Royaume de France : 1674 - 11 avril 1713

### Gouverneurs
À côté du gouverneur général, qui a autorité sur toutes les îles françaises des Antilles, le roi nomme, durant certaines périodes, des gouverneurs particuliers pour administrer localement la colonie. 
Le "Château de la Montagne", résidence construite par le gouverneur Philippe de Longvilliers de Poincy en 1646, devient, après la mort de celui-ci en 1660, la résidence de tous les gouverneurs de Saint-Christophe et dépendances jusqu'en juin 1690. Il est ruiné pendant la guerre de la Ligue d'Augsbourg et les deux derniers gouverneurs résident à Basse-Terre. 
À chaque changement de gouverneur, français ou anglais, les deux parties se réunissent pour ratifier et, éventuellement, redéfinir les termes du partage initial du Figuier du 13 mai 1627.

### Justice
Le Père Jean-Baptiste Labat donne une description de la justice de la colonie en 1700 : « La Justice étoit administrée dans la partie Françoise de Saint Christophe par un Juge Royal qui résidait au bourg de la Basseterre avec un Procureur du Roi, un Greffier des Notaires, d'autres Officiers subalternes. Le Juge avoit un Lieutenant ; le Procureur du Roi un Substitut et le Greffier un Commis à la Pointe de Sable pour le Quartier de la Cabesterre. Les appels des Semences étoient jugés au Conseil Supérieur qui s'assembloit de deux en deux mois au Bourg de la Basseterre et ce Conseil étoit composé de dix Conseillers Habitans. Le Gouverneur ou le Commandant et les Lieutenans de Roi y avoient entrée et voix délibérative. Le Gouverneur présidoit, mais c'étoit le plus ancien Conseiller qui recueilloit les opinions, qui prononçoit et qui signoit les Arrêts. Les Conseillers, comme dans les autres Iles Françoises, sont de cappe et d'épée ».

### Forces armées et défense
La colonie est d'abord organisée en compagnies pour sa défense dont les chefs disposent de la quasi-totalité des pouvoirs. Ainsi, Jean Dupont, premier gouverneur de la Martinique, est d'abord le lieutenant de la compagnie Colonelle de Saint-Christophe. En dehors d'une partie de l'encadrement, ces compagnies ne sont constituées que de soldats-paysans d’occasion qui montent la garde à tour de rôle. Mis à part les ecclésiastiques, tous les habitants, maîtres et serviteurs, sont astreints au service au moins une fois par mois sous le drapeau. Sur six mille habitants français, les hommes portant les armes sont au nombre de quatre mille. Ces compagnies deviennent ensuite des milices à l'initiative de M. de Poincy qui créé 12 compagnies de 200 hommes chacune en 1639.  
Pour suppléer le petit nombre des habitants portant les armes, la France entretient à Saint-Christophe des troupes réglées formées de bataillons entiers des vieux régiments de France tels que Navarre, Normandie, Poitou et divers autres, dont les soldats sont aguerris et commandés par des officiers d'expérience. Ainsi, six compagnies de troupes détachées de la Marine sont envoyées en 1672. Elles sont portées à huit en 1680. En cas de guerre, troupes et milices combattent ensemble sous les ordres du gouverneur. La perte de la colonie en 1690 amène leur retour en France. 
Après la restauration de la colonie en 1697, la garnison de trois cent cinquante hommes consiste en quatre compagnies détachées de la Marine, composées de mauvaises recrues levées aux dépens des officiers en échange du brevet qu'ils obtiennent. L'une des quatre compagnies est au fort de la Pointe de Sable et les trois autres dans un parc nommé le Camp près du bourg de Basse Terre. L'État Major est composé avec le commandant de deux lieutenants de Roi, un major et un aide major. 

#### Forts
La Capesterre est défendue par deux forts, le fort Louis à l'Est, et, à l'Ouest, un peu au-delà de la rivière de la Pointe de Sable qui sépare le quartier anglais du quartier français, le petit fort de la Pointe de Sable que le Père Labat décrit en 1700 comme « ayant plus de propreté que de consistance et qui pourrait être emporté sans beaucoup d'efforts ». Une compagnie détachée de la Marine forme la garnison de ce fort. 
À côté du bourg de la Basse-Terre se trouve le fort de la Basse-terre, laissé en ruines en 1700, alors que des retranchements sont bâtis autour du bourg.

## Religion
Les premiers religieux arrivés dans la colonie de Saint-Christophe sont des missionnaires Capucins envoyés en 1635 par la Compagnie des îles d'Amérique à peine créée. Ils fondent deux couvents, l'un au centre de la Basse-terre et l'autre en Capesterre, non loin de l'Anse aux papillons. Ils sont expulsés en 1645 du fait de démêles avec le gouverneur Philippe de Longvilliers de Poincy. Les Jésuites remplacent progressivement les Capucins qui ne suffisent plus à la tâche, décimés d’ailleurs par de nombreux décès. Le spirituel de la Basse-terre est alors administré par les Jésuites qui y fondent leur première mission en 1647, et celui de la Capesterre par les Capucins. 
La colonie de Saint-Christophe est majoritairement catholique, mais comprend aussi quelques colons huguenots qui pratiquent leur foi dans les temples anglais. À l'inverse, quelques Irlandais des quartiers anglais viennent assister aux offices religieux dans les églises françaises.
Le quartier de la Basse-terre n'a qu'une église, tenue par les Jésuites, située dans le bourg de Basse-Terre et qui appartient aux habitants. Elle mesure cent vingt cinq ou trente pieds de long sur trente six de large avec deux chapelles qui font la croisée avec une sacristie derrière le Maître-Autel. Les murs ont cinq pieds d'épaisseur mais leur hauteur est peu proportionnée puisqu'elle n'est que de douze pieds. Les fenêtres sont cintrées et garnies de contrevents très épais. La couverture est soutenue par une charpente massive et bien liée. En général, l'édifice est pesant, mais il peut résister à la violence des ouragans qui sont fréquents dans l'île et l'intérieur en est fort propre. Les Jésuites possèdent aussi une chapelle à Cayonne et une autre à la Pointe Salines qui sont toutes deux ruinées pendant la guerre de la Ligue d'Augsbourg. L'Habitation des Jésuites est située un peu au-dessus de Basse-Terre et comporte deux sucreries, mais le logement est de bois depuis qu'un tremblement de terre a abattu en 1668 l'ancienne maison en maçonnerie qui était grande, quoique peu régulière. Les Jésuites ont une seconde habitation à deux lieues de là, dans un endroit de la montagne qui se nomme la Briqueterie.
L'Habitation des Carmes est à une lieue du bourg de Basse-Terre et passe pour la meilleure d'un quartier où toutes les plantations sont excellentes. L'église de ces religieux, sans être paroissiale, est fréquentée par les habitants éloignés du bourg. 
L'établissement des frères de la Charité est situé à côté de Basse-Terre et comprend une salle pour les malades qui leur sert en même temps de chapelle, avec quelques logements détachés pour les religieux. 
Les Capucins possèdent deux églises à la Cabesterre, l'une à l'Anse Louvet et l'autre à la Pointe de Sable, qui servent toutes deux d'églises paroissiales. Celle de l'Anse Louvet est en maçonnerie bâtie à la Capucine et fort propre. Elle est accompagnée d'un petit corps de logis partagé en trois ou quatre chambres et d'un beau jardin.

## Économie

### Agriculture
Les colons français de la colonie de Saint-Christophe vivent d'abord principalement de la culture du tabac, qui fournit assez longtemps une subsistance abondante très prisée des marchands hollandais. Sa production excessive provoque la chute de son prix et contraint les colons à arracher une partie de leur production pour limiter ce phénomène, et à diversifier leur production en cultivant aussi du coton, de la canne à sucre, introduite depuis 1645 par les Hollandais et qui remplace de plus en plus la culture du tabac, de l'indigo et du gingembre.

### Relations commerciales
Les colons français doivent vendre la moitié de leurs produits à la Compagnie, association de négociants ayant reçu du pouvoir royal le monopole des relations commerciales entre la métropole et l'île. La compagnie, comme toutes celles qui suivront, a un objectif commercial. Elle a seule le droit d'approvisionner la colonie de tous les objets nécessaires tant à l'exploitation qu'à la consommation et de prendre en échange toutes les denrées récoltées et fabriquées. Elle est gérée par les associés qui y ont investi. 
Très vite, les colons commercent avec les Hollandais ou les Anglais qui payent mieux et proposent plus de produits que la Compagnie. À cette fin, les Zélandais jettent les bases d'une colonie-entrepôt sur l'île voisine de Saint-Eustache. Les Néerlandais monopolisent ainsi le commerce des Antilles françaises jusque dans les années 1660-1670. Pour mettre fin à ces échanges qui ne profitent pas au royaume de France, Colbert instaure le principe de l'Exclusif visant à assurer l'exclusivité de la production de la colonie aux négociants de la compagnie française des Indes occidentales.
Le port de Basse-Terre, développé par Poincy durant son mandat de gouverneur, est le lieu d'une importante activité commerciale.